# Tod durch Lachen

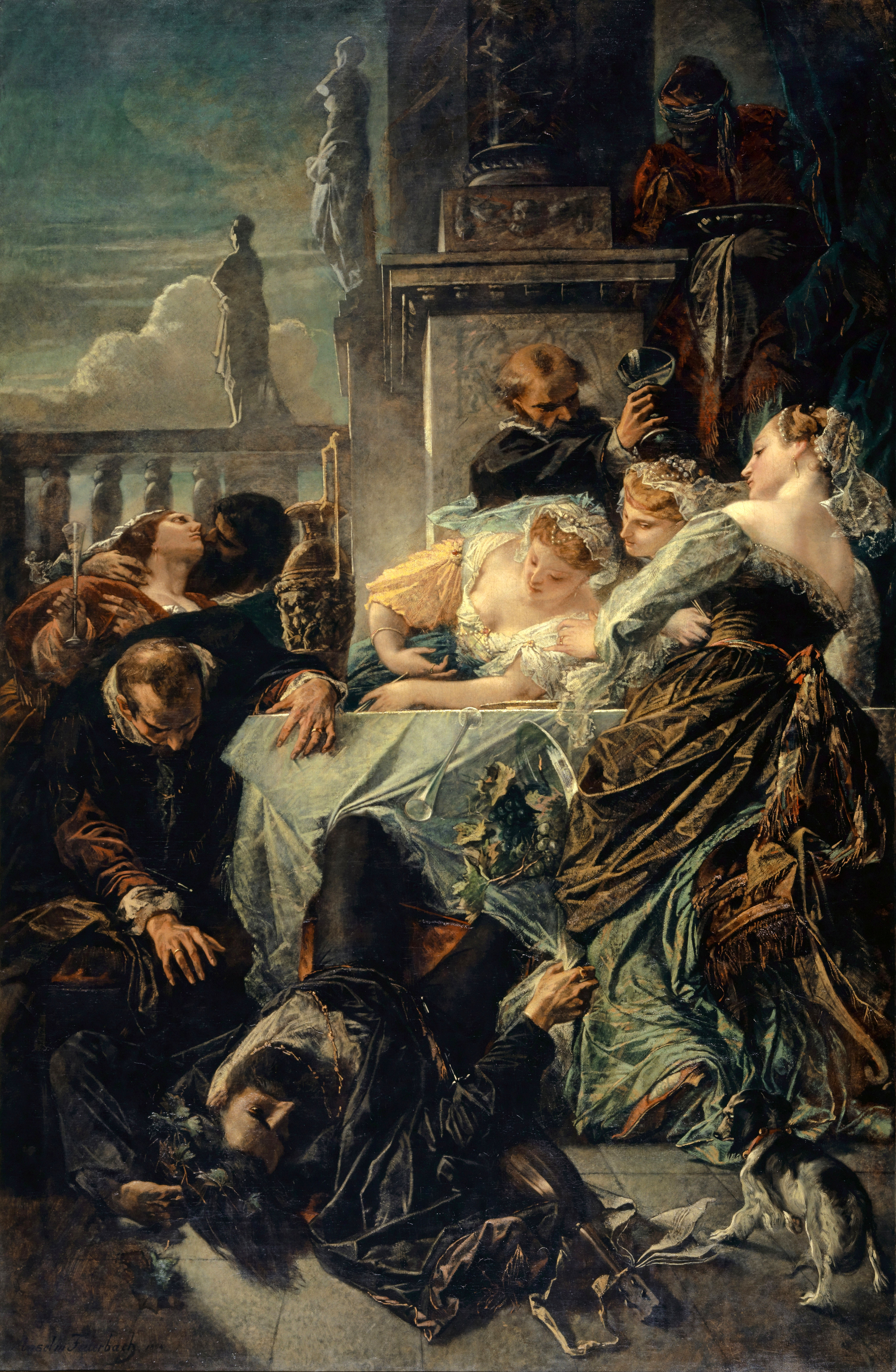
Der Tod des Pietro Aretino von Anselm Feuerbach (1854)

Der Tod durch Lachen (selten auch: Lachtod) wurde bis zum 19. Jahrhundert als seltene Todesart beschrieben. Tatsächlich kann Lachen der Auslöser für Todesfälle sein, diese sind dann allerdings durch bereits vorliegende Krankheiten bedingt. In der Regel kommt es dabei zu Herzstillstand oder Ersticken (Asphyxie), die durch einen Lachanfall oder einen Affektkrampf ausgelöst werden. Bereits seit der Antike berichtete Vorfälle des plötzlichen Todes durch explosionshaftes oder andauerndes Lachen allein sind als Legenden und Anekdoten zu qualifizieren.

## Medizinischer Hintergrund
Lachen kann negative Auswirkungen auf Körperfunktionen haben. Umgekehrt können auch vorliegende Pathologien zu Lachanfällen führen. So kann Lachen Synkopen auslösen. Lachen kann auch Kataplexie induzieren, die ihrerseits zu Traumata führen kann. Hirninfarkte (Schädigung des Pons und der Medulla oblongata) können pathologische Lachkrämpfe verursachen. Auch gelastische (epileptische) Anfälle können zu grundlosen Lachanfällen führen, die in fokalen Läsionen an den Hypothalamus (Tuber cinereum) begründet sind.

## Historische Darstellungen
Berichte zu Lachtodesfällen gibt es seit dem Altertum. Noch im 19. Jahrhundert nahmen Mediziner an, dass Lachen selbst Todesursache sein könne. Im Grossen vollständigen Universal-Lexicon Aller Wissenschafften und Künste von Johann Heinrich Zedler aus der ersten Hälfte des 18. Jahrhunderts wie auch in Johann Theodor Jablonskis Allgemeinem Lexicon der Künste und Wissenschaften von 1748 wurde beschrieben:

„… dergleichen durch den Gebrauch des Apii risus oder herbae Sardoniae, durch überflüßigen Gebrauch des Saffrans u.d.g. kann verursachet werden, welches Lachen der Risus Sardonius genennet, und unter grossen Schmerzen endlich durch den Tod geendiget wird.“

Ernst Anton Nicolai (1722–1802) beschrieb im Jahr 1746 die nachteiligen Folgen eines nicht gesteuerten Lachens durch Verlust des körperlich-geistigen Gleichgewichts, der zu Ohnmacht oder zum Tod durch Lachen führen könne. Grund sei, dass die rechte Herzkammer „sich nicht völlig von ihrem Blute entledigen kan“. Die 1806 herausgegebene Sammlung auserlesener Abhandlungen zum Gebrauche praktischer Aerzte sieht den Milzriss als eine tödliche Folge heftigen Lachens. In diesem Zusammenhang liegt vermutlich die Herkunft des Ausdruckes „Sich die Seite vor Lachen halten“. Und der Medizin-Professor Michael von Lenhossek (1773–1840) führte noch 1825 aus:

„… nachtheilig wirkt das Lachen bey Vollblütigen und bey solchen Individuen die eine Neigung zu Entzündungskrankheiten oder zur Apoplexie haben, die sehr reizbar und von zartem Körperbau sind, die an Lungenkrankheiten, Bluthusten, Blutbrechen und anderen Hämorrhagien leiden … bey Gebärenden und Wöchnerinnen, und bey vorhandenen Vorfällen und Hernien. Gänzlich muß endlich das Lachen bey solchen Menschen vermieden werden, die an Herzkrankheiten und Anevrysmen leiden. Man hat sehr viele Fälle, wo das Lachen plötzlichen Tod bewirkte, aufgezeichnet.“

Im 1854 von William Löbe (1815–1891) herausgegebenen Illustrirten Lexikon der gesammten Wirtschaftskunde. Für alle Stände werden mehrere tödliche oder stark gesundheitsbeeinträchtigende Folgen des übermäßigen Lachens aufgezählt:

„Mit dem Lachen ist jedoch Maß und Zeit zu halten; denn die Redensarten: sich kranklachen, buckelig lachen, vor Lachen bersten wollen etc., sind nicht ganz aus der Luft gegriffen. Das Blut dringt nämlich beim Lachen nach Hals, Kopf, den Lungen und dem Herzen, und wenn dieses im Uebermaß und zu gewaltsam geschieht, so können allerdings sehr schlimme Folgen daraus entstehen; es kann eine Brust- oder Kopfader springen, man kann sich eine Zwerchfellentzündung, einen Bruch oder Kropf lachen oder die Kinnbacken aussetzen.“

## Überlieferte Fälle des angeblichen Lachtodes
Antike
- Nach Sextus Pompeius Festus lachte sich Zeuxis von Herakleia beim Betrachten eines eigenen Gemäldes zu Tode.[1]
- Philemon der Ältere soll sich über einen frechen Esel totgelacht haben.[14]
- Nach Diogenes Laertius lachte sich auch Chrysippos von Soloi über einen frechen Esel tot.[15][16]

15. bis 19. Jahrhundert
- Im Jahr 1410 soll König Martin I. von Aragon an einer Verdauungsstörung (Indigestion) und einem unkontrollierten Lachausbruch verstorben sein.[17]
- Pietro Aretino soll nach einer Legende am 21. Oktober 1556 während eines Lachanfalles vom Stuhl gefallen sein und sich dabei das Genick gebrochen haben.[18]
- 1825 berichtete Lenhossek aus zweiter Hand über einen Mann, der als Zuschauer eines Lustspiels einen Lachkrampf erlitten habe und dabei plötzlich gestorben sei.[12]
- 1843 wurde aus Prag berichtet, eine über hundert Jahre alte Frau sei bei der Betrachtung ihrer neuen Frisur im Spiegel in ein andauerndes Lachen verfallen und dabei plötzlich gestorben.[19]
- Der Landwirt Wesley Parsons soll 1893 in Laurel (Indiana) an Erschöpfung gestorben sein, nachdem er einen fast einstündigen Lachanfall und anschließend zwei Stunden lang einen Schluckauf erlitten hatte.[20]

20. Jahrhundert
- 1920 las ein 54-jähriger Jagdhunde-Ausbilder in Sydney Anzeigen in einer fünf Jahre alten Zeitung und fand den Unterschied der seinerzeit annoncierten Preise zu denen des Jahres 1920 so komisch, dass er in hemmungsloses Lachen ausbrach und dabei starb. Ein Arzt bescheinigte als Todesursache Herzversagen aufgrund exzessiven Lachens.[21]
- Der 50-jährige Alex Mitchell, ein Maurer aus King’s Lynn in Norfolk, starb 1975 bei einem 30-minütigen Lachanfall, den er beim Sehen der britischen Comedy-Fernsehserie The Goodies (Episode: The Kung Fu Kapers) erlitt. Die Witwe des Verstorbenen schrieb später an die Hauptdarsteller der Comedyshow, um ihnen für das fröhliche Lebensende ihres Mannes zu danken. Nachdem im Jahr 2012 bei einer Enkeltochter das seltene, vererbbare Long-QT-Syndrom diagnostiziert wurde, vermuten Experten heute, dass diese Herzrhythmusstörung der Grund für den Tod Mitchells war.[22]
- Ole Bentzen, ein 56-jähriger dänischer Hörgeräteakustiker, verstarb 1989 an einem Lachanfall, während er sich den Film Ein Fisch namens Wanda ansah.[23]

## Der Lachtod in der Fiktion (Auswahl)
- Die Figur Kenny McCormick verstirbt in der South-Park-Episode der fünften Staffel (Scott Tenorman Must Die) an einem Lachanfall beim Betrachten eines TV-Videos.
- Fulton, ein Freund von Jerry, stirbt in der Seinfeld-Episode „The Stand-In“ an einem Lachanfall.[24]
- Der Batman-Gegenspieler The Joker tötet nach einem Comic von Alan Moore („The Killing Joke“) seine Opfer durch ein Lachgift, durch das diese sich totlachen und mit einem Grinsen versterben.
- In der 12. Episode der ersten Staffel der Pseudo-Dokumentarserie 1000 Wege, ins Gras zu beißen stirbt ein Mann an einem Lachanfall über einen Witz.[25]
- In einem Sketch von Monty Python (Der tödlichste Witz der Welt) setzt das britische Militär im Zweiten Weltkrieg einen Witz, der so gut ist, dass jeder, der ihn liest oder hört, stirbt, als tödliche Waffe gegen deutsche Soldaten ein.
- Ein von Coleman Barks übersetztes Gedicht von Dschalāl ad-Dīn ar-Rūmī (Dying, Laughing) erzählt vom Lachtod.
- In Lord Dunsanys The Three Infernal Jokes sterben mehrere Menschen beim Lachen.[26]
- Im Zeichentrick-/Realfilm-Mix Falsches Spiel mit Roger Rabbit schafft es der Privatdetektiv Eddie Valiant, dass sich mehrere böse Wiesel zu Tode lachen.
- In der ersten Staffel der Zeichentrickserie Danger Mouse heißt eine Episode „Der lachende Tod“ (Die Laughing).
- Im TV-Film-Zweiteiler Zwei Weihnachtsmänner erzählt der von Bastian Pastewka gespielte Hilmar einen Witz, den er laut eigener Aussage bereits mehrfach vor Senioren erzählt hat, wobei bislang immer jemand vor Lachen gestorben sein soll. Im Film überleben jedoch alle Anwesenden.

## Redewendung „sich totlachen“
Die im deutschsprachigen Raum übliche umgangssprachliche Redewendung „sich totlachen“ (auch: „sich halb totlachen“) wird verwendet, wenn ausgedrückt werden soll, dass ein Vorgang oder eine Aussage als besonders lustig oder auch lächerlich empfunden wird. Der Ausdruck findet im englischen und französischen Sprachraum eine Entsprechung in der Formulierung „to die laughing“ oder „to die of laughter“ bzw. „mort de rire“. Diese Formulierungen zeigen in humoristischer Form überspitzt, dass das Lachen viele Muskeln im Körper stimuliert (vor allem das Zwerchfell), was bei langanhaltenden Lachanfällen als schmerzhaft empfunden werden kann. Auf dem Zusammenhang beruht wahrscheinlich der Ausdruck: „Sich den Bauch vor Lachen halten“.